# Женн-Валь-де-Луар
Женн-Валь-де-Луар (фр. Gennes-Val de Loire) — муніципалітет у Франції, у регіоні Пеї-де-ла-Луар, департамент Мен і Луара. Женн-Валь-де-Луар утворено 1 січня 2016 року шляхом злиття муніципалітетів Шенютт-Трев-Кюно, Женн, Грезіє, Сен-Жорж-де-Сет-Вуа i Ле-Турей. Адміністративним центром муніципалітету є Женн. Населення — 8464 особи (01.01.2021).

## Історія
1 січня 2019 року до Женн-Валь-де-Луар приєднано муніципалітети Ле-Розьє-сюр-Луар і Сен-Мартен-де-ла-Плас.